# Пропускна здатність каналу
В електротехніці, інформатиці та теорії інформації, пропускна спроможність — найвища верхня оцінка обсягу інформації, яка може бути надійно передана через комунікаційний канал. За теоремою Шеннона для каналів з шумами, пропускна спроможність даного каналу це гранична швидкість передачі (в одиницях інформації на одиницю часу), яка може бути досягнута з довільно малою ймовірністю похибки.
Теорія інформації, розроблена Клодом Шенноном під час Другої світової війни, визначає поняття пропускної спроможності та забезпечує математичну модель за якою її можна обчислити. Ключовий результат стверджує, що пропускна спроможність каналу, як вона визначена вище, є максимумом взаємної інформації між входом і виходом каналу, де максимізація відбувається з урахуванням розподілу вхідних значень.
{\displaystyle \ C=\sup _{p_{X}}I(X;Y)\,}
Пропускна спроможність каналу комунікації'– це обсяг інформації, який може бути переданий через нього за одну комунікативну сесію